# Пейзаж в Овере после дождя
«Пейзаж в Овере после дождя» (фр. Paysage d'Auvers après la pluie, нидерл. Landschap bij Auvers na de regen) или «Пейзаж с повозкой и поездом» (фр. Paysage avec chariot et train, нидерл. Landschap met rijtuigje en trein) — картина, написанная в 1890 году нидерландским художником Винсентом ван Гогом (Vincent van Gogh, 1853—1890). Принадлежит Государственному музею изобразительных искусств имени А.С. Пушкина в Москве, находится в галерее искусства стран Европы и Америки XIX—XX веков. Размер картины — 72 × 90 см.

## История
Картина «Пейзаж в Овере после дождя» была написана в 1890 году, незадолго до смерти художника. Потом она перешла к его брату Тео. После смерти Тео ван Гога в 1891 году картина оставалась у его вдовы Йоханны ван Гог-Бонгер.
До 1919 года картина «Пейзаж в Овере после дождя» находилась в собрании московского предпринимателя и коллекционера Ивана Морозова. В 1919 году она была передана во 2-й Музей новой западной живописи. В 1923 году он был объединён с 1-м Музеем новой западной живописи, и в результате был образован Государственный музей нового западного искусства (ГМНЗИ), в котором картина находилась до его упразднения в 1948 году. После этого картина была передана в Пушкинский музей, где она и находится до сих пор.

## Описание
Винсент ван Гог работал над этой картиной в небольшом городке Овер-сюр-Уаз, где он провёл последние месяцы своей жизни. В центре картины расположена повозка, привлекающая внимание своим ярким красно-оранжевым колесом, которое может быть проинтерпретировано как символ жизни, движения и солнца. Яркими красками написаны поля, с использованием не только зелёного цвета, но и голубых, красных и других оттенков.
Работа над этой картиной была описана в письме художника его сестре Вил ван Гог:
В последнее время я много и быстро работал. <…> Вчера под дождём я написал большой пейзаж — вид с высоты на поля, которые простираются настолько широко, насколько можно охватить взглядом. На них различные типы растений: тёмно-зелёное поле картофеля c сочной фиолетовой землёй, проглядывающей между ровными рядами побегов, поле люцерны с розовыми цветками и с маленькой фигурой жнеца, поле высокой зрелой травы c желтовато-коричневыми оттенками, затем пшеничные поля, тополя, а на горизонте — последняя линия голубых холмов, а также поезд, идущий вдоль их подножия и оставляющий за собой необъятный след в виде белого дыма на зелёном фоне. Светлая дорога пересекает полотно. На ней — небольшая повозка, а вдоль дороги стоят белые дома с ярко-красными крышами.
Оригинальный текст (фр.)De ces jours ci je travaille beaucoup et vite. <…> Hier dans la pluie j’ai peint un grand paysage où l’on aperçoit des champs à perte de vue vus d’une hauteur, des verdures différentes, un champ de pommes de terre vert sombre, entre les plants réguliers la terre grasse et violette, un champ de pois en fleur blanchissant à côté, un champ de luzerne à fleurs roses avec une figurine de faucheur, un champ d’herbe longue et mûre d’un ton fauve, puis des blés, des peupliers, une derniere ligne de collines bleues à l’horizon au bas desquelles un train passe, laissant derrière soi dans la verdure une immense traînée de blanche fumée. Une route blanche traverse la toile. Sur la route une petite voiture et des maisons blanches à toits rouge cru au bord de cette route.